# Aqüeducte sobre el torrent de Can Clota
L'aqüeducte sobre el torrent de Can Clota és una obra de l'any 1878 protegida com a bé cultural d'interès local del municipi d'Esplugues de Llobregat (Baix Llobregat).

## Descripció
L'aqüeducte està situat just al límit municipal, però encara prop de Can Cervera, al costat de l'avinguda de la Ciutat. Aquesta construcció està dedicada a conduir l'aigua, guanyant un fort desnivell del terreny. És d'obra vista, de maçoneria i maó, format per una vintena d'arcs rebaixats, essent els centrals de majors dimensions que la resta. Estan suportats per pilars lleugerament atalussats

## Història

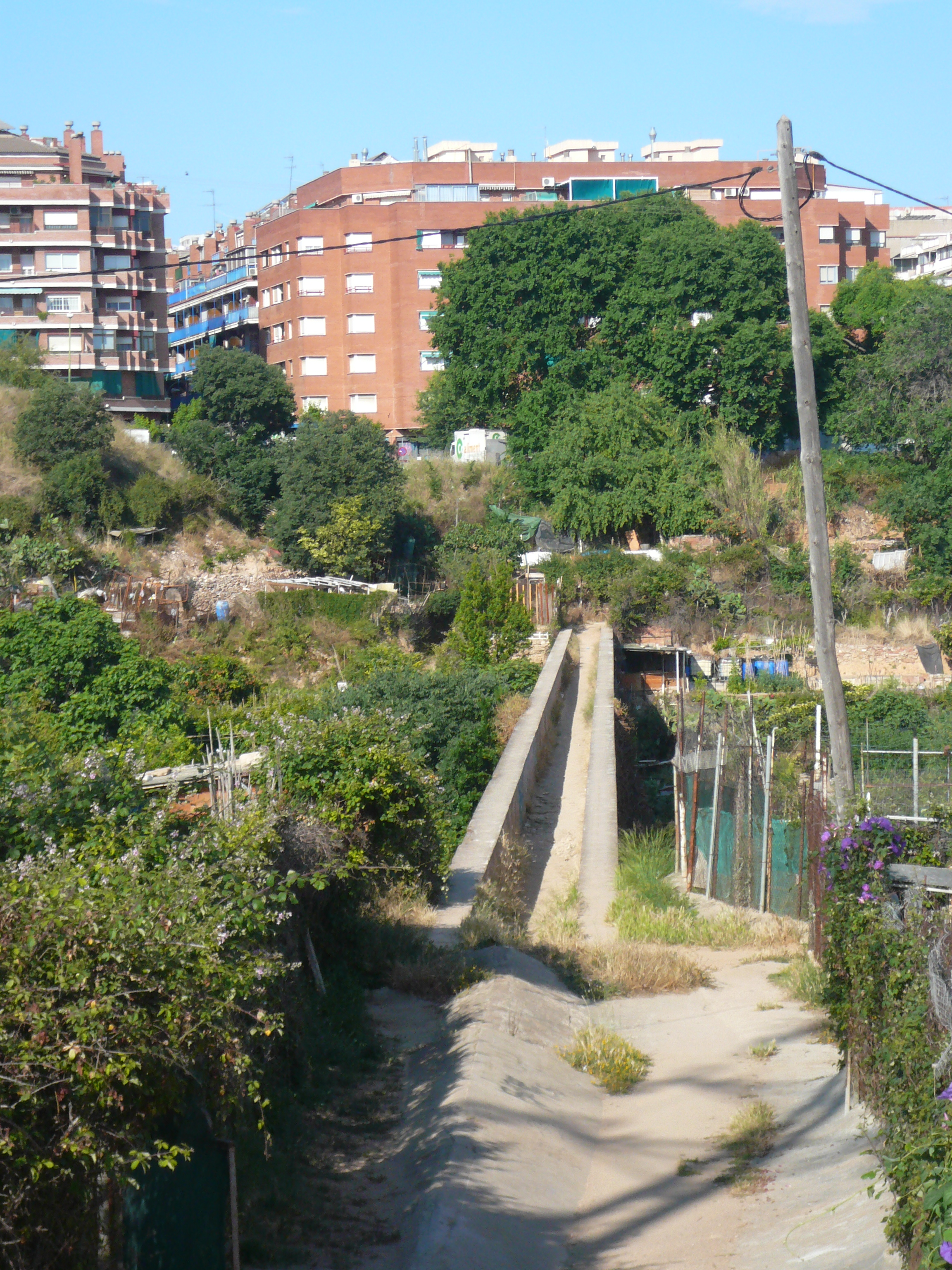
L'aqüeducte vist de l'extrem occidental

Juntament amb l'aqüeducte sobre el torrent d'en Farré forma part de la xarxa de distribució construïda a l'últim terç del segle xix per proveir a les poblacions del Baix Llobregat de l'aigua recollida a la muntanya de Sant Pere Màrtir, al nord.
A principi de la dècada del 1980 l'ajuntament es trobava en tràmits per expropiar els terrenys en nom de la corporació metropolitana de Barcelona. Hi havia també un projecte del pla parcial de Can Cervera que destinava la zona a espais verd, equipaments i aparcaments. Actualment la zona és plena d'horts furtius.